# TMEM205
TMEM205 (англ. Transmembrane protein 205) – білок, який кодується однойменним геном, розташованим у людей на короткому плечі 19-ї хромосоми. Довжина поліпептидного ланцюга білка становить 189 амінокислот, а молекулярна маса — 21 198.
| 10         |  | 20         |  | 30         |  | 40         |  | 50         |
| ---------- |  | ---------- |  | ---------- |  | ---------- |  | ---------- |
| MEEGGNLGGL |  | IKMVHLLVLS |  | GAWGMQMWVT |  | FVSGFLLFRS |  | LPRHTFGLVQ |
| SKLFPFYFHI |  | SMGCAFINLC |  | ILASQHAWAQ |  | LTFWEASQLY |  | LLFLSLTLAT |
| VNARWLEPRT |  | TAAMWALQTV |  | EKERGLGGEV |  | PGSHQGPDPY |  | RQLREKDPKY |
| SALRQNFFRY |  | HGLSSLCNLG |  | CVLSNGLCLA |  | GLALEIRSL  |  |            |

A: Аланін

C: Цистеїн

D: Аспарагінова кислота

E: Глутамінова кислота

F: Фенілаланін

G: Гліцин

H: Гістидин

I: Ізолейцин

K: Лізин

L: Лейцин

M: Метіонін

N: Аспарагін

P: Пролін

Q: Глутамін

R: Аргінін

S: Серин

T: Треонін

V: Валін

W: Триптофан

Локалізований у мембрані.